# Monte Grappa
Le monte Grappa est une montagne des Alpes de 1 775 mètres d'altitude. Il fait partie des Dolomites et marque la frontière entre les provinces de Vicence, Trévise et Belluno.
Il a été le théâtre de violents échanges dans le cadre de la Première Guerre mondiale.

## Toponymie
L'origine du nom n'est pas bien définie, on sait seulement qu'il était nommé Alpe Madre.

## Géographie

### Géologie
Le massif s'est formé par un pli de faille qui a élevé des strates de calcaire « dolomitisé », biancone et scaglia rossa.

### Climat
Le monte Grappa s'élève à l'abri de la plaine veneto-frioulane. Son climat est influencé par les conditions météorologiques extrêmement variables. Les précipitations sont abondantes toute l'année et plus particulièrement en périodes automnale, hivernale et printanière.

## Histoire
Théâtre d'affrontements décisifs au cours de la Première Guerre mondiale et de certains événements de la Seconde Guerre mondiale, il est particulièrement connu pour le cimetière militaire du Monte Grappa qui contient les restes de soldats italiens et austro-hongrois ainsi qu'un musée de la Grande Guerre.
Durant la Première Guerre mondiale, après la défaite italienne de Caporetto (aujourd'hui Kobarid en Slovénie), le sommet devint le pivot de la défense italienne. Les Autrichiens tentent inutilement et plusieurs fois de le conquérir pour s'ouvrir l'accès à la plaine veneto-frioulane. Depuis des postes fixes d'artillerie installés dans des cavernes construites dans la roche, les italiens dominaient et tenaient le front sous contrôle jusqu'au Montello, le long d'une ligne partant du Monte Valderosa jusqu'au col Caprile.
Au cours de la Seconde Guerre mondiale, le Grappa fut le refuge des partisans. Ce fut aussi le lieu d'une sanglante exaction des nazis et des fascistes de la République de Salò. Les combattants qui ne furent pas tués sur place furent pendus publiquement dans la ville proche de Bassano del Grappa. Les fascistes employèrent dans l’opération Piave entre 15 000  à   20 000 hommes pour débusquer et affronter les 1 500 partisans cachés dans les villages et les pentes de la montagne. À quelques mètres de l'ossuaire, près d'une caverne dans laquelle des partisans furent brûlés vifs, s'élève depuis 1974 une statue en bronze « Al Partigiano ». Le monument a été réalisé par le sculpteur Augusto Murer (it).
Sur le versant sud-ouest, entre Crespano del Grappa et le hameau de Madonna del Covolo, on peut voir des rangées d'arbres disposés de façon à former les deux lettres « W » et « M » l'une au-dessus de l'autre (coordonnées 45° 51' 12.22", 11° 49' 27.29") dont les disciples du Duce tentèrent de convertir la signification en Viva Mussolini.
À proximité se trouve également une ancienne caserne de l'OTAN qui abrita un centre pour la surveillance des télécommunications. Le bâtiment est aujourd'hui dans un état de délabrement avancé.

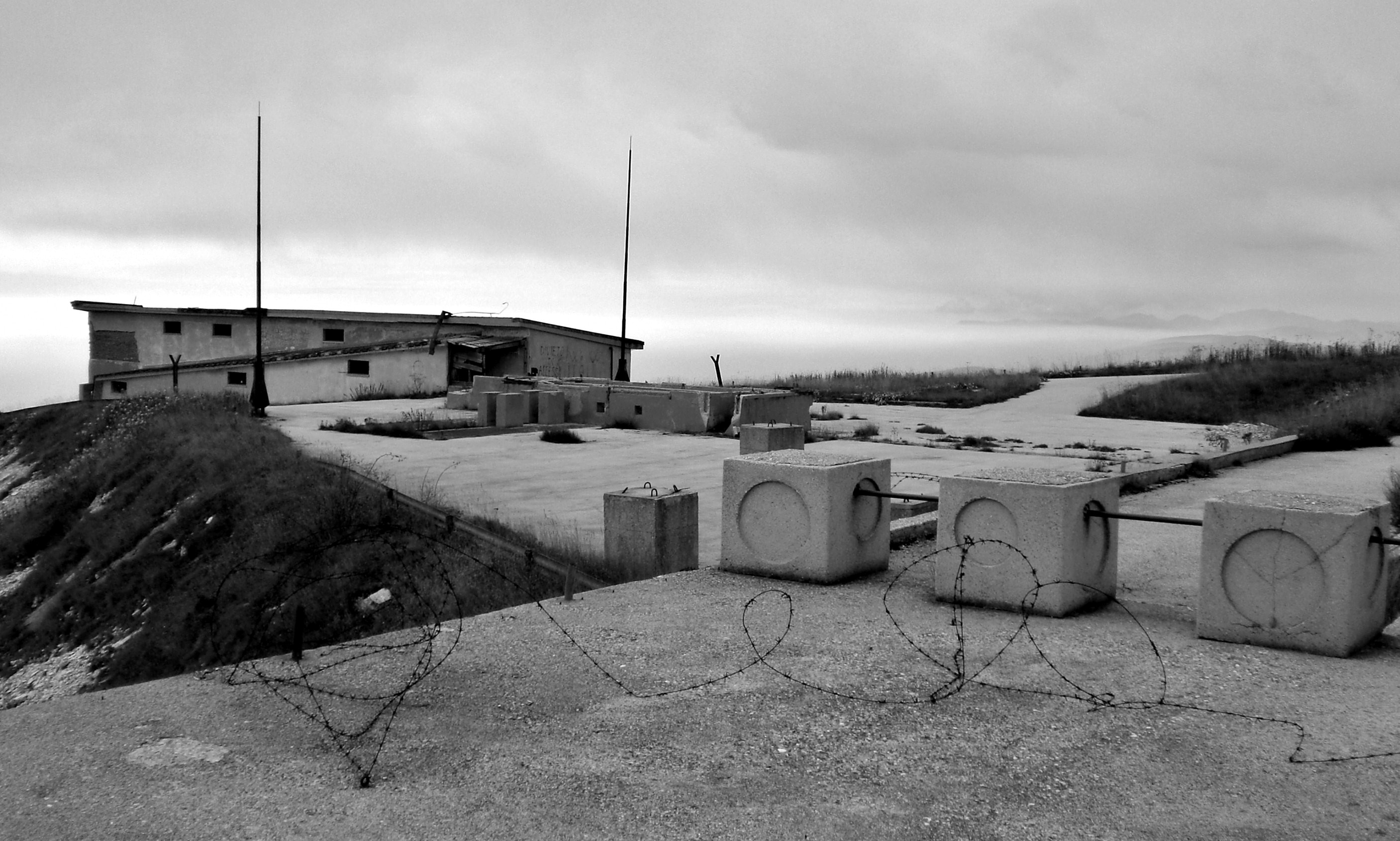
Ancienne caserne de l'OTAN

## Activités

### Protection environnementale
Depuis 2021, la montagne est reconnue au titre de réserve de biosphère par l'Unesco.

### Cyclisme

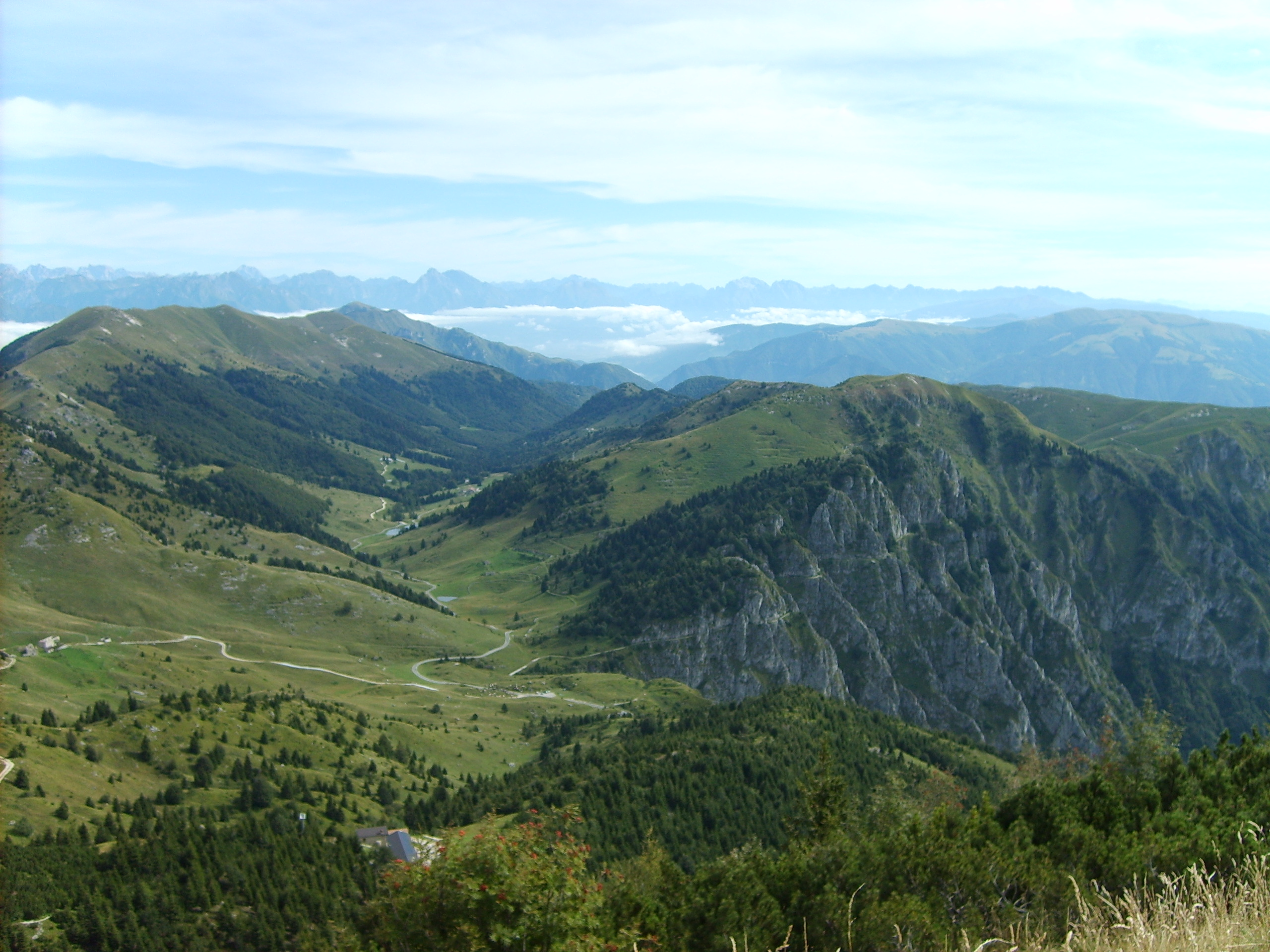
Vue depuis le monte Grappa vers les Préalpes vénètes et les Dolomites.

Le monte Grappa est considéré comme l'une des plus belles montées d'Italie[réf. souhaitée]. Sa longueur et son dénivelé en font une montée importante de quelque versant qu'on l'affronte. La course classique correspond à la strada Cadorna, construite en temps de guerre sur l'initiative du général Luigi Cadorna pour rejoindre le sommet du massif. L'accès part du centre de Romano d'Ezzelino et rejoint la cime en quasiment 27 kilomètres. Les parties les plus difficiles sont celle du début (environ 8 km) et la partie finale. Le parcours intermédiaire présente aussi 3 kilomètres de faux plat.
D'autres accès sur les différents versants du Grappa sont possibles depuis les trois provinces qui se partagent le massif. Dans la province de Belluno, on peut monter à partir de Caupo ou en partant de la Vale di Seren. En allant du côté oriental du massif on rencontre la montée de Semonzo et toute une série de prises de départ qui conduisent au Grappo par la très panoramique route des Malghe : on peut monter depuis San Liberale (Vedetta-Archeson), Possagno (route des Alpini, extrêmement difficile) ou du Monte Tomba (it), où l'on arrive depuis Cavaso del Tomba, Pederobba (Monfenera) ou d'Alano di Piave. Le monte Grappa offre encore de nombreuses autres possibilités pour le cyclisme hors route sur vélo tout terrain avec des parcours de différents dénivelé, longueur et difficulté sur des routes militaires aujourd'hui forestières et mulatières.
Le monte Grappa a été dans les années 1970 et 1980 plusieurs fois inscrit dans le parcours du Tour d'Italie avec quelques arrivées d'étape. En 2010, le Giro est à nouveau passé par le Grappa, sans rejoindre le sommet, lors de la quatorzième étape de Ferrare à Asolo. Tous les ans au mois de juillet se dispute la classique course d'amateurs Bassano-Monte Grappa. On trouve parmi les vainqueurs Gino Bartali (1934), Gilberto Simoni (1991) et Damiano Cunego (2000). Le 30 mai 2014, la 19e étape du Tour d'Italie s'y est disputée sous la forme d'un contre-la-montre individuel, remporté par Nairo Quintana.
| Année | Étape  | Catégorie | Coureur en tête    | Versant grimpé          |
| ----- | ------ | --------- | ------------------ | ----------------------- |
| 1968  | 10     | 1         | Emilio Casalini    | Sud (Romano d'Ezzelino) |
| 1974  | 20     |           | José Manuel Fuente | Nord (Caupo)            |
| 1982  | 16     |           | Leonardo Natale    | Sud (Romano d'Ezzelino) |
| 2010  | 14     | 1         | Ivan Basso         | Sud (Semonzo)           |
| 2014  | 19     | 1         | Nairo Quintana     | Sud (Semonzo)           |
| 2017  | 20     | 1         | Dries Devenyns     | Nord (Caupo)            |
| 2024  | 20 (1) | 1         | Giulio Pellizzari  | Sud (Semonzo)           |
| 2024  | 20 (2) | 1         | Tadej Pogačar      | Sud (Semonzo)           |
| 2025  | 15     | 1         | Lorenzo Fortunato  | Sud (Romano d'Ezzelino) |

## Littérature
« Arsiero, Asiago,
Half a hundred more,
Little border villages,
Back before the war,
Monte Grappa, Monte Corno,
Twice a dozen such,
In the piping times of peace
Didn't come to much. »

— Ernest Hemingway